# Miroslav Zálešák
Miroslav Zálešák (* 2. Januar 1980 in Skalica, Tschechoslowakei) ist ein ehemaliger slowakischer Eishockeyspieler. In der National Hockey League absolvierte er zwölf Partien für die San Jose Sharks. Darüber hinaus war er unter anderem für die Cleveland Barons, den HK 36 Skalica und den HC Oceláři Třinec aktiv.

## Karriere
Zálešák durchlief zunächst die Jugendteams des MHC Nitra, ehe er in der Saison 1997/98 im Alter von 17 Jahren seine ersten Spiele in der slowakischen Extraliga für das Profiteam bestritt.
Nachdem er im NHL Entry Draft 1998 in der vierten Runde an 104. Stelle von San Jose Sharks ausgewählt worden war, wechselte er im Verlauf der Saison 1998/99 in die kanadische Quebec Major Junior Hockey League, wo er für die Drummondville Voltigeurs, die ihn beim CHL Import Draft desselben Jahres in der zweiten Runde als insgesamt 42. Spieler gezogen hatten, auflief. Nach einer hervorragenden zweiten Saison bei den Voltigeurs mit 111 Punkten in nur 60 Spielen, unterschrieb er zu Beginn der Saison 2000/01 seinen ersten Profivertrag bei den San Jose Sharks. Diese setzten ihn zunächst bei den Kentucky Thoroughblades, ihrem damaligen Farmteam, ein, mit dem er jedoch ein Jahr später nach Cleveland umzog. Gegen Ende der Saison 2002/03 bestritt der Slowake dann seine ersten zehn Spiele in der National Hockey League. Er erzielte dabei in seinem ersten Spiel mit seinem ersten Schuss ein Tor und konnte in den folgenden neun Partien zwei weitere vorbereiten. Auch in der Saison 2003/04 lief er zweimal bei den Sharks auf und absolvierte zudem in der AHL bei den Cleveland Barons seine beste Saison mit 75 Punkten in 72 Spielen. Damit führte er das Team zum einzigen Mal in der Franchise-Geschichte in die Playoffs.
Wie viele andere Spieler kehrte Zálešák während der Lockout-Saison 2004/05 nach Europa zurück. Im September 2004 unterzeichnete er einen Vertrag beim slowakischen Erstligisten HK 36 Skalica. Bereits zwei Monate später wechselte er in die tschechische Extraliga zum HC Chemopetrol Litvínov. Dort spielte er bis um Ende der Saison 2004/05. Am Saisonende wurde er für das gemeinsame All-Star-Game der slowakischen und der tschechischen Extraliga nominiert.
Durch das neue Collective Bargaining Agreement (CBA), eine Art Tarifvertrag, gaben ihm die San Jose Sharks zu Beginn der Saison 2005/06 keinen neuen Vertrag, da er deren Budget sprengte. So unterzeichnete der Flügelspieler als Free Agent im August 2005 einen Vertrag bei den Washington Capitals. Aufgrund einer Klausel, die ihm eine Vertragsauflösung zusicherte, falls er wieder in die AHL geschickt würde, konnte er im Oktober 2005 beim schwedischen Elitserienklub Södertälje SK anheuern.
Zu Beginn der Saison 2006/07 wechselte er wieder nach Tschechien zum HC Oceláři Třinec. Von 2008 bis 2011 spielte der Slowake für seinen Ex-Verein HK 36 Skalica. Im Januar 2011 schloss er sich dem HC Košice an, mit dem er am Saisonende auf Anhieb den slowakischen Meistertitel gewann. Er selbst wurde Topscorer der Hauptrunde und in das All-Star-Team der slowakischen Extraliga gewählt.
In der Saison 2012/13 stand er bei den Piráti Chomutov in der tschechischen Extraliga unter Vertrag und sammelte 22 Scorerpunkte in 53 Saisonspielen. Anschließend wechselte er zum HK Ertis Pawlodar in die kasachische Eishockeyliga und wurde mit diesem 2014 und 2015 kasachischer Meister. Im Februar 2015 kehrte er zum HK 36 Skalica zurück, spielte im Herbst des gleichen Jahres für kurze Zeit bei den Swindon Wildcats in England und ab Februar 2016 für den ŠHK 37 Piešťany.
Im Sommer 2016 beendete er seine Karriere und wurde Scout für die Colorado Avalanche.
Zálešák hält bei den Cleveland Barons die Franchise-Rekorde für die meisten Tore (84), die meisten Tore in einer Saison (35) und die meisten Punkte in einer Saison (75).

### International
Zálešák spielte für die Slowakei im Nachwuchsbereich zunächst bei der U18-Europameisterschaft 1998. Mit der slowakischen U20-Auswahl nahm er an den U20-Junioren-Weltmeisterschaften 1999, als die Bronzemedaille gewonnen wurde, und 2000 teil.
Mit der slowakischen Nationalmannschaft trat er bei den Weltmeisterschaften 2006 und 2010 an.

## Erfolge und Auszeichnungen
| - 2004 Teilnahme am AHL All-Star Classic - 2005 Teilnahme am All-Star-Game der slowakischen und der tschechischen Extraliga - 2011 Slowakischer Meister mit dem HC Košice - 2011 Topscorer der slowakischen Extraliga | - 2011 All-Star-Team der slowakischen Extraliga - 2014 Kasachischer Meister mit dem HK Ertis Pawlodar - 2015 Kasachischer Meister mit dem HK Ertis Pawlodar |

### International
- 1999 Bronzemedaille bei der U20-Junioren-Weltmeisterschaft

## Karrierestatistik

### International
Vertrat die Slowakei bei:
- U18-Junioren-Europameisterschaft 1998
- U20-Junioren-Weltmeisterschaft 1999
- U20-Junioren-Weltmeisterschaft 2000
- Weltmeisterschaft 2006
- Weltmeisterschaft 2010

(Legende zur Spielerstatistik: Sp oder GP = absolvierte Spiele; T oder G = erzielte Tore; V oder A = erzielte Assists; Pkt oder Pts = erzielte Scorerpunkte; SM oder PIM = erhaltene Strafminuten; +/− = Plus/Minus-Bilanz; PP = erzielte Überzahltore; SH = erzielte Unterzahltore; GW = erzielte Siegtore; 1 Play-downs/Relegation; Kursiv: Statistik nicht vollständig)